# 厚叶轴脉蕨
厚叶轴脉蕨（学名：Ctenitopsis sinii），为叉蕨科轴脉蕨属下的一个植物种。